# Benedictus Crusius
Benedictus Olai Crusius (ibland Orebroensis), född på 1590-talet, sannolikt i Örebro, död före 10 juli 1633 i Göteborg, var en svensk rättsvetenskapsman och 1627 rektor vid Uppsala universitet. Crusius var den förste att inneha professuren i svensk rätt vid Uppsala universitet.

## Biografi
Av tillnamnet Orebroensis verkar det stå klart att Crusius kom från Örebro; de första uppgifterna om honom är daterade den 10 november 1611 då han inskrevs som student vid universitetet i Rostock. Studierna kunde han bedriva genom att hertig Karl Filip tilldelat honom ett stipendium, och de förlades vid flera universitet i Tyskland. Av bevarade orationer och skrifter framkommer att han läst Jean Bodins De republica grundligt, och att han var en trofast monarkist mot den folksuveränitetsprincip som allt mera började göra sig gällande i statsvetenskapen. Efter fullbordade humanistiska studier, började han studera juridik för Herman Vultejus i Marburg, och disputerade den 12 februari 1624 i Giessen för juris utriusque doktorsgrad med en avhandling som han dedicerade till Axel Oxenstierna. Lojal mot sin lärare Vultejus, anlägger Crusius en historievetenskapligt angreppssätt, och följer Regnerus Sixtinus verk De regalibus (1617).
13 juni året därpå tillträdde han professuren i svensk rätt vid Uppsala universitet, som stiftats redan 1604 men dittills saknat lämplig kandidat för tillsättning. Han författade då De justitia et jure - med en tillägnan till Johan Skytte - där han behandlade bland annat feodalrätten, och blev snart därefter utnämnd till professor juris svecani cum collatione juris civilis (svensk och romersk rätt). Han framställer i den egenskapen, i verket Juris provincialis, de första vetenskapliga kommentarerna till landslagen.
1629 skedde Sveriges första doktorspromotion i juridik, då Crusius var promotor åt sin student Daniel Sidenius. Året därpå tvingades han bli assessor i Svea hovrätt vid sidan av sin tyngande akademiska verksamhet. Våren 1633 sändes han som maktpåliggande rannsakare till Göteborg, trots invändningar, men avled strax efter att han anlänt dit.
Av Crusius verk torde flera enligt tidens sed vara skrivna av hans studenter, när dessa anges som respondenter, varmed upphovet till flera verk är ovisst.
Benedictus Crusius var gift med Margareta Hartman. Deras dotterdotter var hustru till Tomas Polus.

## Fotnoter
1. ↑  Benedictus Olai Crusius, Svenskt biografiskt lexikon, Svenskt Biografiskt Lexikon-ID: 15728, läs online.[källa från Wikidata]
2. ↑  Se inskrivning av Benedictus Olai Crusius i Rostocker Matrikelportal